# Scotophaeus arboricola
Scotophaeus arboricola är en spindelart som beskrevs av Jean-François Jézéquel 1965. Scotophaeus arboricola ingår i släktet Scotophaeus och familjen plattbuksspindlar.
Artens utbredningsområde är Elfenbenskusten. Inga underarter finns listade i Catalogue of Life.